# Pottia subsessilis
Pottia subsessilis là một loài rêu trong họ Pottiaceae. Loài này được (Brid.) Bruch & Schimp. mô tả khoa học đầu tiên năm 1843.